# Інвестиції в людський капітал
Інвестиції в людський капітал — це витрати коштів, часу і енергії для створення або збільшення людських продуктивних характеристик: здоров'я, знань, навичок, здібностей, мотивацій — заради підвищення ефективності їх використання та зростання доходів від економічної діяльності.
Категорія «людський капітал» завжди зорієнтована на розвиток, створення додаткової вартості як джерела для подальшого самозростання капітальної вартості. Розвиток сучасної економіки визначається не простим зростанням обсягів виробництва, а тією його складовою, яка відбувається за рахунок різного роду інноваційних, якісних зрушень у господарстві..
Такими інноваційними внесками у людський капітал визнають інвестиції у людський капітал, оскільки вони прямо пов’язані зі зростанням продуктивності праці на підприємстві та сприяють збільшенню економічних вигід у майбутньому.
Інвестиції в людський капітал можуть проявлятися у формах:	
- Підвищення кваліфікації працівників;
- Зростання фізичних та моральних показників розвитку людського організму;
- Створення нових стимулів для подальшого вдосконалення своїх результатів;
- Бажання вдосконалювати аспекти свого морального, соціально-культурного та духовного розвитку.

Інвестиції в людський капітал можна класифікувати за такими групами витрат:
- первинна освіта (дошкільна, початкова, середня, професійно-технічна, вища);
- охорона здоров"я (подовження життя, зміцнення фізичної та психологічної сили);
- самовдосконалення, додаткова освіта;
- соціалізація працівників, підвищення їх комунікативних навичок;
- поліпшення умов працевлаштування, міграція працівників;
- пошук економічно важливої інформації.

Витрати, які сприяють зростанню продуктивності, можна розглядати як інвестиції, тому що поточні витрати здійснюються з тим розрахунком, що вони будуть багаторазово компенсовані збільшеним потоком доходів у майбутньому.
Оскільки віддача від людського капіталу значно вища за ефект від «фізичного капіталу», поняття інвестицій займає провідну роль у формуванні трудового потенціалу працівників, зростання функціональних показників господарської діяльності та загалом підвищення рівня освіченості індивіда.
Особливість інвестицій у людський капітал пов'язана з фактором часу, оскільки такі внески здійснюються з моменту народження людини, і до її смерті. Процес інвестування супроводжується як фізичним так і моральним розвитком особистості. Тому поняття людського капіталу є показником накопичених вкладів, інвестицій у розвиток особистості. 
Інвестиції в людський капітал є невід’ємною складовою роботи підприємств, оскільки витрати, понесені на підвищення рівня професіоналізму працівників сприяють збільшенню конкурентоспроможності підприємства, покращують його діяльність, зростанню як обсягів виробництва, так і доходів.
Завдання роботодавця —- не тільки забезпечити високу пряму, адресну віддачу від інвестицій у людський капітал, а й за рахунок вкладених інвестицій досягти високого рівня економічного й соціального розвитку підприємства, що додатково створює відповідний корпоративний імідж і буде заохочувати висококваліфікованих працівників інших компаній змагатися за право працювати на такому підприємстві.